# Jeux panarméniens
Les Jeux panarméniens (arménien : Համահայկական խաղեր) sont un événement multi-sport, tenu tous les 4 ans depuis 1999 entre les concurrents de la diaspora arménienne et l'Arménie. Ils se composent de diverses compétitions dans les sports individuels et d'équipe. La compétition a lieu à Erevan, capitale de l'Arménie.

## Histoire
En 1997, Achot Mélik-Shahnazarian, ambassadeur de la République d’Arménie auprès de l’UNESCO, avec l’appui des pouvoirs publics, organise à Erevan une première réunion avec les représentants des principales associations culturelles et sportives de la diaspora arménienne telles que le Homenetmen, le Homenmen et l’Union générale arménienne de bienfaisance.
Les premiers jeux panarméniens sont organisés à Erevan en 1999.
En 2014, les premiers jeux pan-arméniens d'hiver sont organisés à Tsakhkadzor.

## Principe
Les Jeux sont ouverts aux titulaires d'un passeport arménien (quelle que soit l'origine nationale), les citoyens d'autres pays qui sont d'origine arménienne. Les conjoints des personnes d'origine arménienne sont également admissibles à la compétition.

## Éditions
|     | Année | Date                | Sports | Athlètes | Villes (Pays) |
| --- | ----- | ------------------- | ------ | -------- | ------------- |
| I   | 1999  | 28 août-5 septembre | 7      | 1 141    | 63 (23)       |
| II  | 2001  | 18-26 août          | 9      | 1 419    | 82 (27)       |
| III | 2003  | 16-24 août          | 10     | 1 559    | 82 (28)       |
| IV  | 2007  | 18-26 août          | 10     | 1 576    | 94 (28)       |
| V   | 2011  | 13-21 août          | 10     | 3 244    | 125 (33)      |
| VI, | 2015  | 2-13 août           | 17     | 6 352    | 175 (35)      |

## Palmarès
Aux jeux pan-arméniens, les athlètes représentent leur ville et non leur pays d'origine.
| Ville       | Or  | Argent | Bronze | Total |
| ----------- | --- | ------ | ------ | ----- |
| Erevan      | 51  | 42     | 47     | 140   |
| Gyumri      | 15  | 12     | 19     | 46    |
| Vanadzor    | 6   | 8      | 4      | 18    |
| Stepanakert | 5   | 4      | 6      | 15    |
| Tbilissi    | 4   | 2      | 2      | 8     |
| Total       | 114 | 113    | 114    | 341   |